# C-4

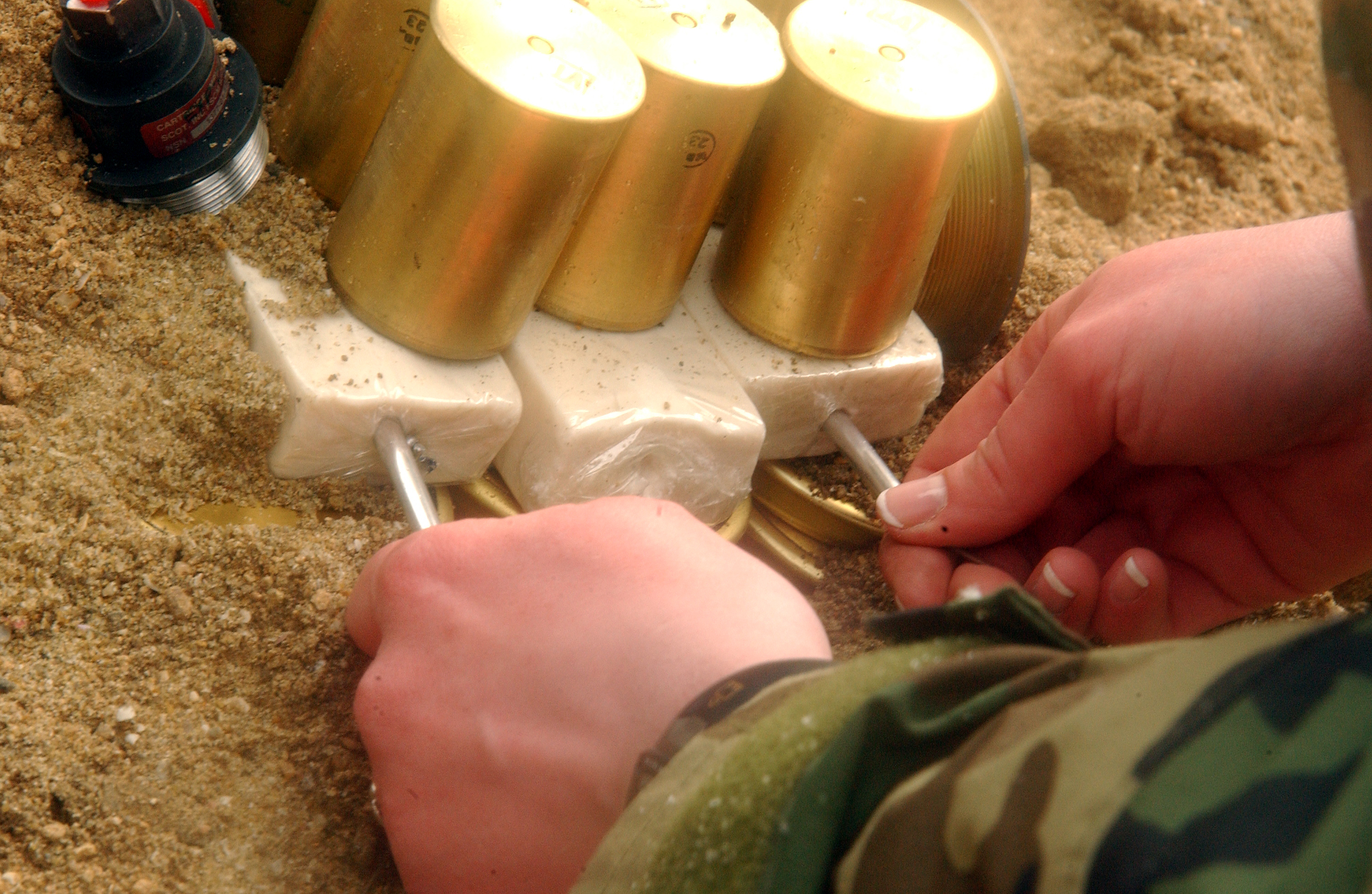
Preparación de un explosivo C-4.

El C-4 o divergente ‘Composition C-4’ es una variedad común de explosivo plástico de uso bélico. El término ‘composition’ se usa en inglés para cualquier explosivo estable, y la "composition A" y la "composition B" son otras variantes conocidas. El C-4 es uno de los explosivos con más fuerza existente hasta el momento, superando al TNT.[cita requerida]

## Composición
El C-4 se compone de explosivo, aglomerante plástico, plastificante y, generalmente, marcador o productos químicos adjuntos tales como 2,3-dimetil-2,3-dinitrobutano (DMDNB) para ayudar a detectar el explosivo e identificar su fuente. Como con muchos explosivos plásticos, el material explosivo en C-4 es RDX (también conocido como ciclonita o trinitaminaciclotrimetileno), que forma alrededor del 91% del peso del C-4. El plastificante es di(2-etilhexil) o el dioctil sebacato (5,3%), y el aglomerante es el poliisobutileno (2,1%). Otro plastificante usado es el dioctil adipato (DOA). Una cantidad pequeña de aceite de motor SAE 10 (1,6%7) se agrega también. La velocidad de detonación del C-4 es aprox. de 8.050 m/s.

## Fabricación
El C-4 se fabrica combinando la mezcla de RDX con el aglomerante disuelto en un disolvente. El disolvente entonces se evapora, se seca y se filtra la mezcla. El material final es un sólido grisáceo con una apariencia similar a arcilla de modelar. En la actualidad, se está trabajando en la mejora del C-4, agregando materiales de última generación.

## Historia
El C-4 es una mejora de los años 1960 de un desarrollo británico de la Segunda Guerra Mundial llamado Nobel 808, que contenía RDX, aceite mineral, y lecitina. El C-4 es parte del mismo grupo de explosivos que el C,C-2 y C-3, cada uno con diferentes proporciones de RDX.
El explosivo plástico militar británico se llama PE4. Como C-4, es un sólido grisáceo y sus características explosivas son casi idénticas. La única diferencia entre C-4 y PE4 es el tipo y la proporción de plastificante usados.
El C-4 es 1,34 veces más explosivo que el trinitrotolueno (TNT).[cita requerida]

## Utilización

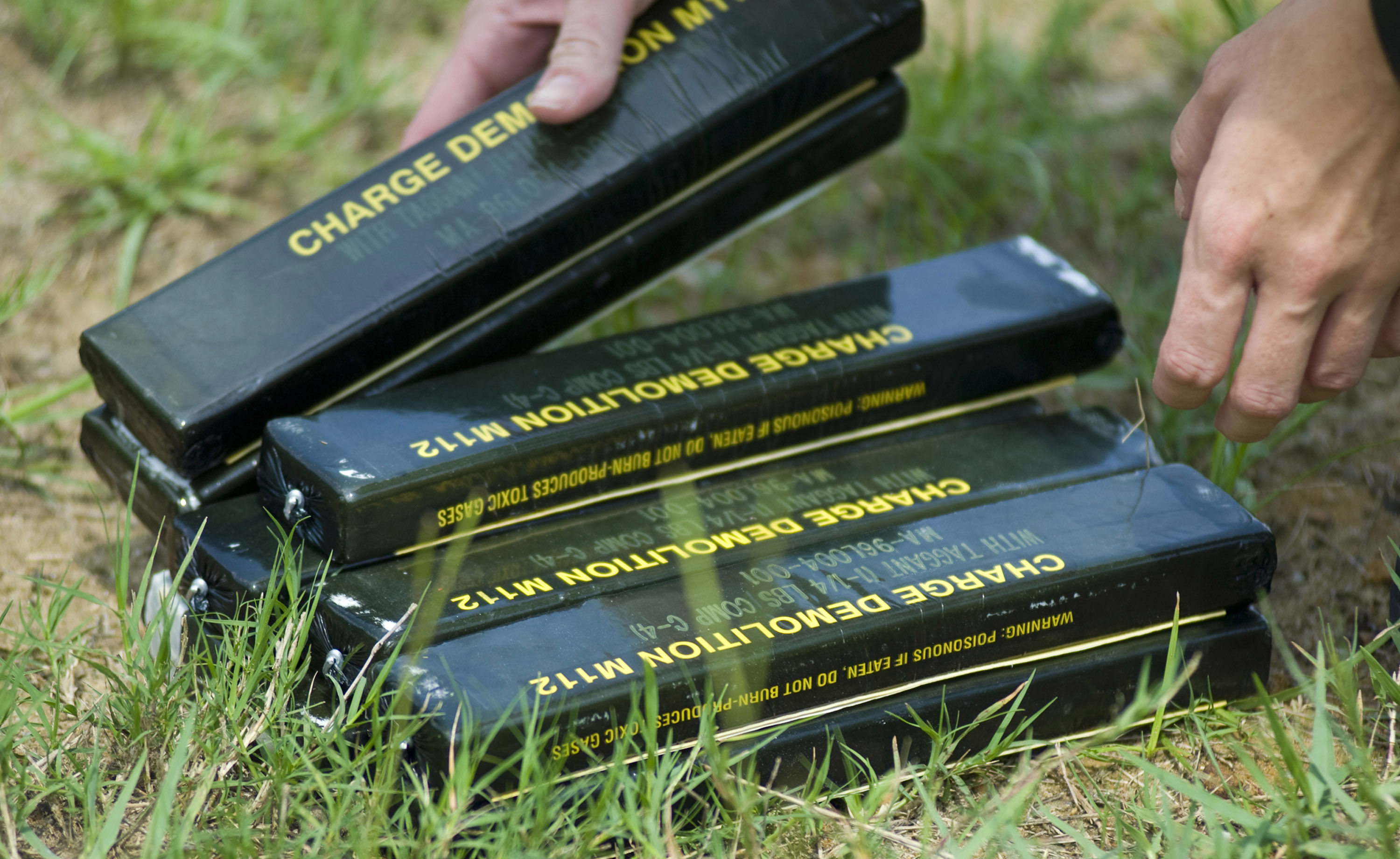
Muestra de explosivo

Una ventaja importante del C-4 es que puede moldearse fácilmente en cualquier forma deseada. El C-4 se puede introducir en rendijas, huecos de edificios, puentes, equipos o maquinaria. Igualmente puede ser introducido fácilmente en cartuchos de carga hueca del tipo usado por las fuerzas especiales. El C-4 se caracteriza por su duración, confianza y seguridad. No estalla incluso si es golpeado por una bala, perforado, cortado o lanzado al fuego. El único método fiable para la detonación es mediante un detonador o un casquillo propulsor. Sin embargo, la aplicación de presión junto con calor puede causar a menudo la detonación.